# Whip (política)
Un whip es un miembro de un partido político cuya tarea es asegurar la disciplina de partido en un parlamento. Esto usualmente significa asegurar que los miembros del partido voten según el programa político del partido, en lugar de hacerlo según su propia ideología individual o según la voluntad de sus electores. Es una figura característica de los sistemas políticos derivados del sistema Westminster y de la política de Estados Unidos, similar a la del jefe de grupo parlamentario.
Los whips son los encargados de cumplir con las políticas del partido y se aseguran de que sus compañeros de grupo asistan a las sesiones de votación. El término procede del concepto del "whipper-in" durante una cacería, que trata de evitar que los perros se dispersen del grupo de cazadores, manteniéndose en grupo, por lo que la traducción equivaldría a la de rehalero.
Además, el término whip puede hacer referencia a las instrucciones de voto dadas a los representantes, o al estatus de un determinado representante en el grupo parlamentario de su partido.

## En la cultura popular
- Michael Dobbs, antiguo jefe de gabinete de la primera ministra conservadora británica Margaret Thatcher, escribió una trilogía de libros cuyo personaje principal es Francis Urquhart, el jefe del grupo parlamentario (chief whip) del Partido Conservador. Estas novelas fueron adaptadas a una miniserie de televisión bajo el título House of Cards, que fue emitida por la BBC entre 1990 y 1995.
- En la adaptación estadounidense de House of Cards, Frank Underwood es el jefe de la mayoría (majority whip) del Partido Demócrata de Estados Unidos. La serie narra el ambicioso ascenso de Underwood en las filas de su partido hasta convertirse en presidente.